# جون كوش (رسام)
جون كوش (بالإنجليزية: John Koch)‏ هو رسام أمريكي، ولد في 18 أغسطس 1909 في توليدو في الولايات المتحدة، وتوفي في 19 أبريل 1978 في نيويورك في الولايات المتحدة.